# Дом губернатора (Чернигов)
Дом губернатора и Дом 1-й мужской классической гимназии, где учились и преподавали выдающиеся писатели, учёные и общественно-политические деятели — памятник архитектуры национального значения и памятник истории местного значения в Чернигове. Сейчас в здании размещается Черниговский областной исторический музей имени В. В. Тарновского.

## История
Постановлением Совета Министров УССР от 24.08.1963 № 970 дому присвоен статус памятник архитектуры национального значения с охранным № 820 — как Губернаторский дом. 
Решением исполкома Черниговского областного совета народных депутатов трудящихся от 31.05.1971 № 286 присвоен статус памятник истории местного значения с охранным № 48 — как Дом бывшей 1-й мужской классической гимназии, где учились Г. И. Успенский, Л. И. Глебов, Н. М. Волкович, И. Кочерга, Ю. М. Коцюбинский — выдающиеся писатели, учёные и общественно-политические деятели. 
Приказом Департамента культуры и туризма, национальностей и религий Черниговской областной государственной администрации от 07.06.2019 № 223 для памятника истории используется название Дом 1-й мужской классической гимназии, где учились и преподавали выдающиеся писатели, учёные и общественно-политические деятели.
Здание имеет собственную «территорию памятника» и расположено в «комплексной охранной зоне памятников исторического центра города», согласно правилам застройки и использования территории. На здании установлена информационная доска.

## Описание
Был сооружен в 1804 году по заказу генерал-губернатора Алексея Борисовича Куракина по образцовому проекту архитектора Андреяна Дмитриевича Захарова в стиле русского классицизма. Построена на Екатериновской улице (сейчас Музейная). 
Стоит на территории Детинца. Фасад выходит на сторону Гимназической площади, созданной позже — в начале 19 века. 
Каменный, 3-этажный, прямоугольный в плане дом, с выступами-ризалитами со стороны двора. На невысоком рустованном стилобате первого этажа размещён шестиколонный портик тосканского ордена, который завершается горизонтальной линией аттика. 
Здание служило резиденцией губернатора, затем была перенесена на Застриженье. В период 1821—1919 годы тут размещалась Черниговская классическая мужская гимназия, затем — Черниговский исторический музей (1-й Советский Украинский музей). В 1850-1854 годы был построен дополнительный корпус пансиона с гимназическим спортзалом. В августе 1941 года дом сгорел и было утрачено много экспонатов, в частности уникальная фреска со Спасо-Преображенского собора — изображение святой Текли. После Великой Отечественной войны здание было отстроено и с 1951 года здесь размещался Черниговский зооветеринарный техникум, в период 1964-1975 годы — Черниговский филиал Киевского политехнического института. В период 1975-1977 годы здание было реставрировано, где разместился Черниговский областной исторический музей имени В. В. Тарновского. 
Мемориальные доски:
1. украинскому поэту Леониду Ивановичу Глебову — на здании гимназии, где работал
2. украинскому советскому драматургу Ивану Антоновичу Кочерге — на здании гимназии, где учился (1891-1899)[2]
3. украинскому советскому государственному и партийному деятелю Юрию Михайловичу Коцюбинскому — демонтирована — на здании гимназии, где учился (1906-1916)[3]
4. советскому военачальнику, уроженцу Черниговщины Виталию Марковичу Примакову — демонтирована — на здании гимназии, где учился